# Disporella pristis
Disporella pristis är en mossdjursart som först beskrevs av William MacGillivray 1884.  Disporella pristis ingår i släktet Disporella och familjen Lichenoporidae. Inga underarter finns listade i Catalogue of Life.